# Bitwa o Anglię (film)
Bitwa o Anglię (ang. Battle of Britain) – brytyjski film wojenny z 1969 w reżyserii Guya Hamiltona.

## Fabuła
Akcja toczy się w czasie II wojny światowej. Opowiada o wielkiej operacji niemieckiego lotnictwa, która przeszła do historii jako bitwa o Anglię. W filmie można zobaczyć efektowne sceny walk powietrznych między pilotami niemieckimi a brytyjskimi. Uwzględniono też udział pilotów Polskich Sił Powietrznych w tej bitwie.

## Obsada
- Laurence Olivier jako marszałek lotnictwa sir Hugh Dowding
- Trevor Howard jako generał lotnictwa Keith Park
- Curd Jürgens jako baron von Richter
- Christopher Plummer jako major Colin Harvey
- Susannah York jako Maggie Harvey, jego żona
- Michael Caine jako major Canfield
- Robert Shaw jako major Skipper
- Kenneth More jako pułkownik Barker, d-ca Stacji RAF w Duxford
- Ian McShane jako sierżant Andy
- Edward Fox jako pilot Archie
- Hein Riess jako marszałek Rzeszy Hermann Göring
- Dietrich Frauboes jako feldmarszałek Erhard Milch
- Harry Andrews jako minister lotnictwa Harold Balfour
- Ralph Richardson jako ambasador sir David Kelly
- Barry Foster jako major Edwards
- Robert Flemyng jako podpułkownik Willoughby
- Nigel Patrick jako pułkownik Hope
- Michael Redgrave jako generał lotnictwa Evill
- James Cosmo jako Jamie
- André Maranne jako francuski podoficer
- Hilary Minster jako niemiecki pilot
- Mark Malicz jako Pasco
- Andrzej Ścibor jako Ox

## Produkcja
Zdjęcia kręcono na terenie Anglii, Hiszpanii i Szwajcarii w następujących lokacjach:
- hrabstwo Cambridgeshire (lotnisko RAF Duxford);
- hrabstwo Essex (lotnisko RAF North Weald, Harlow, Saffron Walden);
- hrabstwo Kent (Denton, lotnisko RAF Hawkinge);
- hrabstwo Hertfordshire (Bassingbourne);
- Londyn (m.in. Trafalgar Square, stacja metra Aldwych, Bentley Priory);
- Huelva (plaża);
- prowincja Gipuzkoa w Kraju Basków (San Sebastián, Hondarribia, Zarautz);
- Sewilla (lotnisko Tablada);
- kanton Berno (Villa Cranz w Interlaken)[1][2]

## Ciekawostka
Sceny odpraw pilotów oraz walk powietrznych stały się jedną z inspiracji dla George’a Lucasa podczas kręcenia Gwiezdnych wojen.